# Mistrzostwa Polski w Skokach Narciarskich 1975
50. Mistrzostwa Polski w Skokach Narciarskich – zawody o mistrzostwo Polski w skokach narciarskich, które odbyły się w dniach 5-8 lutego 1975 roku na skoczni Skalite w Szczyrku i Wielkiej Krokwi w Zakopanem.
W konkursie indywidualnym na skoczni normalnej zwyciężył Adam Krzysztofiak, srebrny medal zdobył Stanisław Bobak, a brązowy – Aleksander Stołowski. Na dużym obiekcie najlepszy okazał się Bobak przed Krzysztofiakiem i Stołowskim.

## Wyniki

### Konkurs indywidualny na normalnej skoczni (Szczyrk, 05.02.1975)
| Miejsce | Zawodnik             | Klub                   | Skok 1 | Skok 2 | Punkty |
| ------- | -------------------- | ---------------------- | ------ | ------ | ------ |
| 1.      | Adam Krzysztofiak    | SNPTT Zakopane         | 79,5   | 75,5   | 240,3  |
| 2.      | Stanisław Bobak      | WKS Zakopane           | 80,0   | 79,5   | 233,6  |
| 3.      | Aleksander Stołowski | Podhale Nowy Targ      | 76,5   | 77,5   | 222,8  |
| 4.      | Jan Bieniek          | LKS Klimczok Bystra    | 77,5   | 76,5   | 219,2  |
| 5.      | Józef Tajner         | Olimpia Goleszów       | 75,5   | 77,5   | 218,7  |
| 6.      | Czesław Janik        | Wisła-Gwardia Zakopane | 76,5   | 75,0   | 211,3  |
| 7.      | Apoloniusz Tajner    | ROW Rybnik             | 74,0   | 74,5   | 210,5  |
| 8.      | Janusz Waluś         | BBTS Bielsko-Biała     | 72,0   | 76,0   | 208,0  |

W konkursie wzięło udział 58 zawodników.

### Konkurs indywidualny na dużej skoczni (Zakopane, 08.02.1975)
| Miejsce | Zawodnik                   | Klub                   | Skok 1 | Skok 2 | Punkty |
| ------- | -------------------------- | ---------------------- | ------ | ------ | ------ |
| 1.      | Stanisław Bobak            | WKS Zakopane           | 108,0  | 115,5  | 259,1  |
| 2.      | Adam Krzysztofiak          | SNPTT Zakopane         | 110,0  | 113,0  | 257,7  |
| 3.      | Aleksander Stołowski       | Podhale Nowy Targ      | 108,5  | 113,5  | 252,3  |
| 4.      | Marek Pach                 | Wisła-Gwardia Zakopane | 109,0  | 114,0  | 246,7  |
| 5.      | Apoloniusz Tajner          | Olimpia Goleszów       | 107,0  | 108,5  | 239,2  |
| 6.      | Wojciech Fortuna           | Wisła-Gwardia Zakopane | 109,5  | 106,5  | 235,9  |
| 7.      | Jan Bieniek                | LKS Klimczok Bystra    | 107,0  | 109,5  | 235,6  |
| 8.      | Stanisław Gąsienica-Daniel | Wisła-Gwardia Zakopane | 105,0  | 108,5  | 227,9  |

W konkursie wzięło udział 40 zawodników.